# Krupp-Protze
Los L 2 H 43 y  L 2 H 143 "Krupp-Protze" eran camiones y tractores de artillería alemanes. Disponían de suspensión independiente 6x4 con tracción a las 4 ruedas; producidos entre 1934 y 1941, fueron muy utilizados en la guerra civil española y en la Segunda Guerra Mundial. A partir de 1936, estaba propulsado por un motor Krupp M304 de cuatro cilindros refrigerado por aire con una potencia de 55 CV o 60 CV. Fue principalmente empleado para remolcar piezas de artillería ligera, especialmente el cañón antitanque PaK 36, y transportar infantería motorizada.
Este vehículo fue ampliamente utilizado en las unidades de la  legión cóndor durante la guerra civil española y en Polonia, Francia, el Frente del Este y durante la campaña del norte de África, así como en Sicilia. El Krupp Protze tenía un diseño relativamente avanzado. Su consumo de combustible era bastante alto (24 l/100 km sobre carretera) en comparación con el del camión Opel Blitz de 1,5 t (16,5 l/100 km) producido entre 1938 y 1942.
Su producción fue de unas 7.000 unidades.

## Variantes

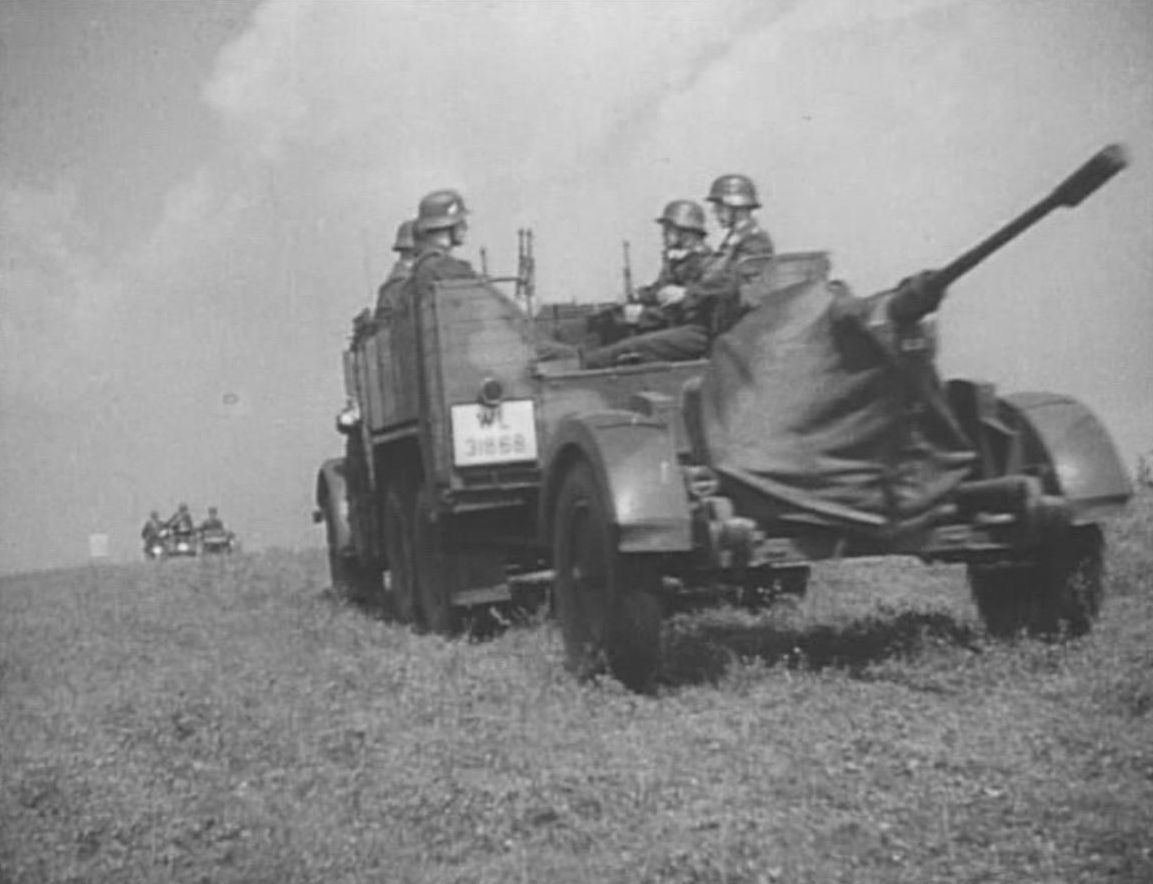
Krupp Protze Kfz.81 remolcando un FlaK 30/38 de 20 mm.

Siendo un diseño exitoso, el Krupp Protze tuvo diversas variantes:
- Kfz.19 – Central telefónica móvil.
- Kfz.21 – Vehículo de mando.
- Kfz.68 – Transporte de mástil de radio.
- Kfz.69 - Configuración estándar para remolcar un cañón antitanque PaK 36 de 37 mm.
- Kfz.70 – Configuración estándar para transporte de personal.
- Kfz.81 – Configuración estándar para remolcar un cañón automático 2 cm FlaK de 20 mm.
- Kfz.83 - Generador para reflectores antiaéreos, que generalmente eran remolcados.
- SdKfz 247 Ausf. A - Transporte blindado de personal de 6 ruedas, del cual solamente se construyeron 20 unidades en 1937; su producción pasó a la Daimler-Benz, que construyó la versión de 4 ruedas Ausf. B en 1941 y 1942.

A veces se montaban cañones antitanque (PaK 36 de 37 mm) y antiaéreos (2 cm FlaK de 20 mm) directamente sobre la tolva del camión. El Kfz.69 transportaba 2 soldados en la cabina y cuatro sentados en la tolva espalda contra espalda (2+2+2); el Kfz.70 transportaba 2 soldados en la cabina y 10 sentados en los bancos de la tolva (2+10).